# Баргштедт (Нижняя Саксония)
Баргштедт (нем. Bargstedt) — община в Германии, в земле Нижняя Саксония.
Входит в состав района Штаде. Подчиняется управлению Харзефельд. Население составляет 2058 человек (на 31 декабря 2010 года). Занимает площадь 26,45 км².
Коммуна подразделяется на 2 сельских округа.